# Бобров, Владимир Яковлевич
Владимир Яковлевич Бобров (род.14 августа 1953, Краснотурьинск, Свердловская область, РСФСР, СССР) — казахстанский политический и общественный деятель. кандидат технических наук (1985).

## Биография
Родился 14 августа 1953 года в городе Краснотурьинск Свердловской области РСФСР.
В 1975 году окончил энергетический факультет Павлодарского индустриального института по специальности инженер-электрик.
В 1985 году защитил учёное звание кандидата технических наук, тема диссертации: «Повышение эффективности использования электрооборудования и электроэнергетики в глиноземных производствах».

## Трудовая деятельность
С 1975 по 1988 годы — Ассистент, старший преподаватель, заведующий кафедрой Павлодарского индустриального института.
С 1989 по 1992 годы — Главный инженер монтажного управления № 9, начальник отдела внешнеэкономических связей, заместитель управляющего трестом «Электросредазмонтаж» Министерства энергетики и электрификации СССР в городе Шевченко.
С 1993 по 2004 годы — Генеральный директор ОАО «Казэнергокабель».
С 2012 года — Секретарь Народно-демократической партии «Нур Отан».
С июнь 2017 года по настоящее время — Председатель Комитета обрабатывающей промышленности Президиума Национальной палаты предпринимателей Республики Казахстан.

## Выборные должности, депутатство
С 2003 по 2004 годы — Депутат Павлодарского областного маслихата.
С сентябрь 2004 по июнь 2007 годы — Депутат Мажилиса Парламента Республики Казахстан ІІІ созыва, от избирательного округа № 52 Павлодарской области, Член Комитета по финансам и бюджету Мажилиса Парламента Республики Казахстан, член депутатской группы Парламента Республики Казахстан «Енбек».
С август 2007 по ноябрь 2011 годы — Депутат Мажилиса Парламента Республики Казахстан IV созыва, Председатель Комитета по экономическим вопросам и региональному развитию (с 2 сентября 2007 года), Заместитель председателя Мажилиса Парламента Республики Казахстан (с апрель 2010 по ноябрь 2011 годы).
В 7 августа 2011 года — Кандидат в депутаты Мажилиса Парламента Республики Казахстан V созыва по партийному списку Народно-Демократической партии «Нур Отан».
С ноябрь 2012 по октябрь 2016 годы — Депутат Сенат Парламента Республики Казахстан, Член Комитета по конституционному законодательству, судебной системе и правоохранительным органам Сената Парламента Республики Казахстан (с ноябрь 2012 года), переутвержден (с 17 октября 2014 по 27 октября 2016 годы).

## Награды
- Орден Курмет (2004)[5]
- Орден Достык 2 степени (2011)[6].
- Медаль «10 лет независимости Республики Казахстан» (2001).
- Медаль «10 лет Конституции Республики Казахстан» (2005) и др.
- Медаль «25 лет независимости Республики Казахстан» (2016).[7].
- Награждён правительственными и юбилейными государственными медалями Республики Казахстан.
- Медаль «За укрепление парламентского сотрудничества» (26 ноября 2015 года, Межпарламентская ассамблея СНГ) — за особый вклад в развитие парламентаризма, укрепление демократии, обеспечение прав и свобод граждан в государствах — участниках Содружества Независимых Государств[8].

## Семья
- Женат. жена: Боброва Людмила Михайловна.
- Дети: сын - Михаил (1985 г.р.), дочь - Мария (1988 г.р.).